# Сосновка (Карпинський міський округ)
Сосно́вка (рос. Сосновка) — селище у складі Карпинського міського округу Свердловської області.
Населення — 973 особи (2010, 1091 у 2002).
Національний склад населення станом на 2002 рік: росіяни — 67 %.